# Вільне місто Франкфурт
Вільне місто Франкфурт (нім. Freie Stadt Frankfurt) — місто-держава, утворене на місці Великого герцогства Франкфурт з його столицею, містом Франкфурт-на-Майні. Існувало в складі Німецького Союзу протягом півстоліття — з 1816 по 1866 роки. Після австро-прусської війни анексовано Гогенцоллернами і увійшло до складу Прусського королівства.

## Історія

### Середньовіччя та імперський статус
Франкфурт-на-Майні вперше згадується у 794 році. З 1372 року місто отримало статус вільного імперського міста Священної Римської імперії, що забезпечувало йому значну автономію від імператора. Місто було важливим торговим центром та місцем обрання німецьких королів, а згодом і імператорів.

### Наполеонівська епоха
У 1806 році, після розпуску Священної Римської імперії та створення Рейнського союзу під контролем Наполеона I, Франкфурт втратив свій незалежний статус і був перетворений на Велике герцогство Франкфурт, яке проіснувало до 1813 року.

### Відновлення незалежності
Після падіння Наполеона та рішень Віденського конгресу 1815 року Франкфурт відновив статус вільного міста вже як члена Німецького союзу. Вільне місто Франкфурт стало одним з чотирьох таких міст у союзі (разом із Гамбург, Любек і Бремен).
Місто зберігало власний уряд, конституцію, судову систему та право карбувати монету. Воно також стало місцем розташування Федеральних зборів (Bundestag) — головного органу Німецького союзу.

### Революція 1848 року
Під час Революції 1848–1849 років у Німеччині Франкфурт став політичним центром демократичного руху: саме тут працював Франкфуртський парламент, перший всенімецький парламент, який намагався створити конституційну німецьку національну державу. Попри значний ентузіазм, революція зазнала поразки, а парламент було розпущено.

### Анексія Пруссією
У 1866 році, під час Австро-прусської війни, Франкфурт підтримав Австрію. Після поразки Австрії, Королівство Пруссія окупувало місто й анексувало його, поклавши край його незалежності. Вільне місто Франкфурт було включене до складу прусської провінції Гессен-Нассау.